# Lispocephala lanaiensis
Lispocephala lanaiensis är en tvåvingeart som beskrevs av Hardy 1981. Lispocephala lanaiensis ingår i släktet Lispocephala och familjen husflugor. Inga underarter finns listade i Catalogue of Life.